# Ephemerella dorothea
Ephemerella dorothea is een haft uit de familie Ephemerellidae. De wetenschappelijke naam van de soort is voor het eerst geldig gepubliceerd in 1908 door Needham.
De soort komt voor in het Nearctisch gebied.